# Кінор
Кінор (івр. כִּנּוֹר‎) — стародавній єврейський струнний музичний інструмент, згадується у Торі та Біблії. У грецькому перекладі Біблії інструмент називається кітара (грец. κινύρα). У сучасному івриті словом «кінор» називають скрипку.

## Історія

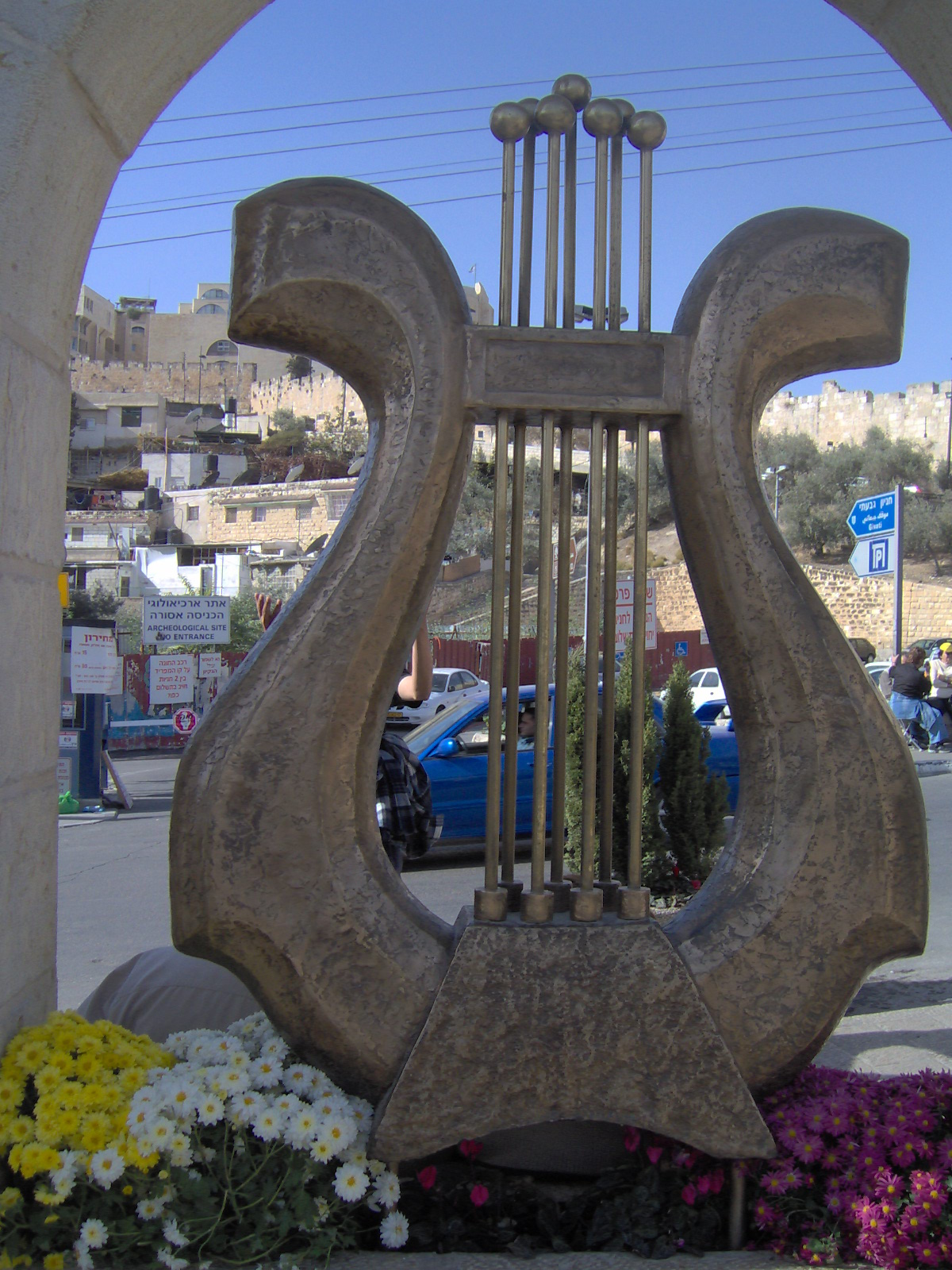
Скульптура Давидового кіннора в Єрусалимі

Згідно з Торою та Біблією, винахідником кінора вважається Юваль, син Ламеха. На кінорі у юності грав Давид для царя Саула. Найдавніша письмова згадка датується 2500 роком до н. е. На глиняній таблиці, що знайдена при розкопках стародавнього месопотамського міста Ебла, у списку музичних інструментів згадується семітський термін кі-на-ру. Схожі таблички знайдені при розкопках шумерських міст Шуруппак та Абу-Салабіх.
Євреї використовували кінор у побуті (для підняття настрою), під час святкувань та у релігійних богослужіннях. Кінор, згідно з традицією, використовували лише у час радості, святкувань. Під час жалоби чи інших сумних подій, грати на кінорі заборонялося. У храмових богосложіннях його використовували разом з невелом та кимвалом. У Старому Заповіті кінор згадується 42 рази. У зібранні юдейських законів «Мішна», що під час богослужінь у храмі повинно грати не менше 9 кінорів.

## Опис
Кінор за формою нагадував ліру чи арфу. Елементи дерев'яного корпусу з'єднувались між собою верблюжими кишками. Струни виготовлялися з овечих кишок. Кількість струн та техніка гри були різноманітними. Йосип Флавій писав, кінор мав 10 струн, по яких вдаряли паличкою. Згідно Біблії, Давид грав на кіннорі пальцями. На монетах Макавеїв зображувався восьмиструнний кінор, на монетах Бар-Кохби — трьохструнний та шестиструнний.